# 드래곤스 레어
드래곤스 레어(Dragon's Lair) 또는 용의 굴은 릭 다이어와 돈 블루스가 개발한 비디오 게임 시리즈이다. 서부 애니메이션 스타일의 그래픽스로 유명하다. 여러 플랫폼으로 이식됨과 더불어 텔레비전과 만화책 시리즈로도 리메이크되었다.
이 시리즈의 첫 게임은 드래곤스 레어이며 1983년 아케이드용으로 시네마트로닉스에 의해 첫 출시되었다. 레이저디스크 기술을 사용하여 당시 다른 비디오 게임들 대비 상당히 뛰어난 그래픽스를 제공하였다.

## 게임
- 드래곤스 레어 (1983년 비디오 게임)
- 드래곤스 레어 - 신지성에서의 탈출(Escape from Singe's Castle)
- 드래곤스 레어 (1990년 비디오 게임)
- 드래곤스 레어: 더 레전드
- 드래곤스 레어 II: 타임 워프
- 드래곤스 레어 III: 더 커스 오브 모드리드(Dragon's Lair III: The Curse of Mordread)
- 드래곤스 레어 (1993년 플랫폼 게임)
- 드래곤스 레어 3D: 리턴 투 더 레어(Dragon's Lair 3D: Return to the Lair)